# Gardiner, New York
Gardiner är en kommun i Ulster County i delstaten New York, USA.